# غریبچه، قورقودالی
غریبچه (به ترکی استانبولی: Garipçe) یک منطقهٔ مسکونی در ترکیه است که در قورقودالی واقع شده‌است.